# نيكولاس كوبر
نيكولاس كوبر (14 أكتوبر 1953 ببرستل في المملكة المتحدة - ) (بالإنجليزية: Nicholas Cooper)‏ هو لاعب كريكت بريطاني. لعب مع نادي مقاطعة غلوستر للكريكت ‏ ونادي جامعة كامبريدج للكريكيت ‏.

## وصلات خارجية
- نيكولاس كوبر على موقع إي آس بي آن كريك إنفو (الإنجليزية)